# Държавен съвет (Куба)
Държавният съвет (на испански: Consejo de Estado) на Куба е 31-членен орган на правителството на Куба, избран от Националното събрание на народната власт.

## Обща информация
Той има правомощията да упражнява по-голямата част от законодателната власт между заседанията на Националното събрание на народната власт, при условие че бъде одобрено от него и да свиква Националното събрание на заседание между неговите планирани заседания два пъти годишно.
Националното събрание заседава само няколко дни всяка година. Членовете на Държавния съвет, които служат в Националното събрание не отразяват резултатите от изборите. Според проучване от 2021 г. при избори повечето членове на Държавния съвет може да са били победени.
Членството се състои от президент, секретар, първи вицепрезидент, петима вицепрезиденти и 27 допълнителни членове. Президентът, секретарят, първият вицепрезидент и петимата вицепрезиденти също са членове на Съвета на министрите. С приемането на кубинската конституция от 2019 г. постът председател на Държавния съвет бива на председателя на Националното събрание, докато функциите на държавен глава са прехвърлени от Държавния съвет към възстановената длъжност на президента на Републиката.